# Abadia da Santa Cruz (Poitiers)
A Abadia da Santa Cruz foi um mosteiro beneditino francês de freiras fundado no século VI. Destruído durante a Revolução Francesa, um novo mosteiro com o mesmo nome foi construído em um local próximo durante o século XIX para uma comunidade de cônegas de Santo Agostinho da Misericórdia de Jesus.

## História

### Fundador
A abadia foi fundada em 552 pela rainha franca , Radegunda ( em francês:  Radegonde ) como o primeiro mosteiro para mulheres no Império Franco, onde hoje é a aldeia de Saint-Benoît, em Vienne. Foi fundada devido a uma ameaça de excomunhão de seu marido, o rei Clotário I, rei dos francos, por Germano, o bispo de Paris. Para evitar essa pena, o rei forneceu ao bispo os fundos para adquirir terras perto do palácio episcopal para construir a Abadia de Santa Maria (em em francês:  Abbaye de Sainte-Marie ), como foi originalmente chamado. Como sua terceira esposa não lhe deu um herdeiro, o rei permitiu que Radegunda se tornasse freira no novo mosteiro.
A primeira abadessa foi Agnes de Poitiers, uma ex-dama de companhia da rainha, que se recusou a assumir esse cargo para si mesma. A comunidade inicialmente seguiu a Regula virginum ( Regra para virgens ) escrita em 512 pelo notável bispo Cesário de Arles, que a havia escrito para um grupo de mulheres em sua cidade que desejava levar uma vida de maior ascetismo.

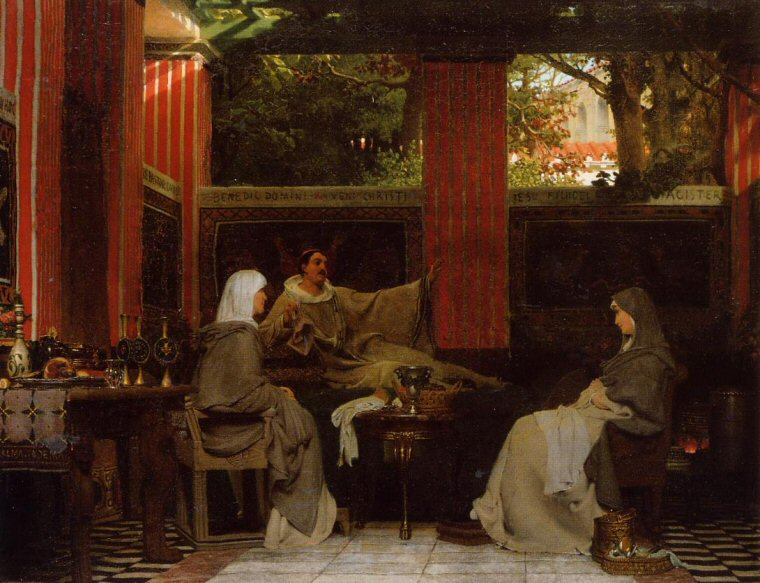
Venâncio Fortunato lendo seus poemas para Radegunda de Lawrence Alma-Tadema (1862).

O mosteiro foi rebatizado em 567 para Abadia da Santa Cruz, quando Radegunda recebeu um presente do Imperador de Bizâncio de um fragmento da Verdadeira Cruz. Como parte da cerimônia de entrega à abadia com esta relíquia sagrada, ela encarregou seu amigo, o nobre italiano e poeta religioso Venâncio Fortunato, que mais tarde se tornaria bispo da cidade, para escrever um poema para marcar a ocasião. Para isso, produziu o hino Vexilla Regis, considerado um dos mais significativos hinos cristãos já escritos, que ainda é cantado para os serviços religiosos da Sexta-Feira Santa.

### Rebelião
Em 589, eclodiu uma insurreição na comunidade das freiras que se tornou um escândalo em todo o império. Liderada por duas princesas reais, Basina, filha de Quilperico I e sua prima, Clotilda, um grupo de freiras deixou a abadia e se refugiou em uma igreja próxima. Lá, eles acusaram a abadessa do mosteiro, Leubovère, de rigor excessivo no tratamento das freiras sob sua responsabilidade e de imoralidade. O grupo recrutou um grande grupo de homens para prender a abadessa e confiná-la. A luta intensa ocorreu na abadia, que durou dias.

### Era moderna

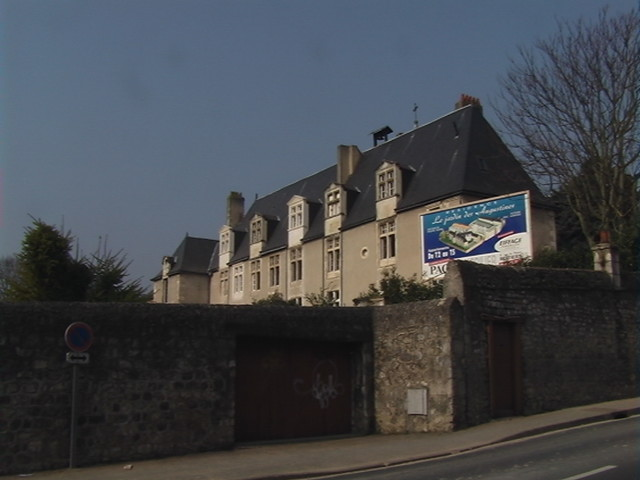
Paredes dos edifícios pré-revolucionários da abadia, que datam do século XVI.

A abadia foi fortemente danificada durante as Guerras Religiosas da França durante o século XVI. O que resta das antigas construções da abadia data dessa época. Eles foram construídos pela abadessa Charlotte-Flandrina de Orange-Nassau, filha de Guilherme, o Silencioso, que se converteu ao catolicismo e entrou na abadia como freira.
A maioria dos edifícios da antiga abadia foram destruídos durante a Revolução Francesa.

## Edifícios da abadia

### Igreja de Santa Radegunda
De acordo com o direito romano, foi construída uma capela mortuária para os restos mortais das freiras da abadia, por motivos de saneamento. Originalmente chamada de Capela de Santa Maria fora dos Muros, foi rebatizada de Igreja de Santa Radegunda em 587 depois que a ex-rainha foi enterrada lá e começou a ser muito reverenciada como uma santa. O rei Pepino I da Aquitânia foi enterrado lá em 838. Reconstruída no século XI dentro de paredes construídas por Leonor de Aquitânia, a capela continua a funcionar como uma igreja paroquial hoje.

### Capela Pas de Dieu
Escavações durante o início do século XX revelaram os restos da cela monástica de Radegunda e sua capela particular, que foram destruídas durante a Revolução. Ela leva seu nome moderno, a Capela da Pegada de Deus, de uma visão que a santa teve de Cristo enquanto se aproximava de sua morte. Nela, ela descreveu ter visto Jesus, que lhe disse: "Você é a pérola na minha coroa." Uma pegada foi deixada no chão de pedra de sua cela durante a visão. Após a Revolução, a pedra foi colocada na Igreja de Santa Radegunda, onde pode ser vista até hoje.

## Relíquias
As cônegas agostinianas ainda hoje preservam vários itens importantes da antiga abadia. O mais significativo deles é a relíquia da Verdadeira Cruz. Além disso, há a mesa de leitura de marfim de Santa Radegunda.